# Proyecto de Tablas Matemáticas
El Proyecto de Tablas Matemáticas (nombre original en inglés: Mathematical Tables Project) fue una de las organizaciones informáticas más grandes y sofisticadas que operaban antes de la invención de las computadoras electrónicas digitales. Iniciado en los Estados Unidos en 1938 como un proyecto de la Works Progress Administration (WPA), empleó a 450  operadores sin trabajo para tabular funciones matemáticas superiores, como funciones exponenciales, logaritmos y funciones trigonométricas. Estas tablas fueron finalmente publicadas en un conjunto de 28 volúmenes por la Columbia University Press. 

## Historia
El grupo estaba dirigido por una serie de matemáticos y físicos, la mayoría de los cuales no habían podido encontrar trabajo profesional durante la Gran Depresión. La organización operativa fue liderada por la matemática Gertrude Blanch, quien acababa de terminar su doctorado en la Universidad de Cornell. No había podido encontrar un puesto universitario y estaba trabajando en una empresa de fotografía antes de unirse al proyecto. 
El director administrativo era Arnold Lowan, un físico de la Universidad de Columbia, que había pasado un año en el Instituto de Estudios Avanzados de la Universidad de Princeton antes de regresar a Nueva York sin trabajo. Tal vez el matemático más completo que se asocia con el grupo fue Cornelius Lanczos, que había servido como asistente de Albert Einstein. Pasó un año con el proyecto y organizó seminarios sobre computación y matemáticas aplicadas en la oficina del proyecto en el Bajo Manhattan. 
Además de calcular tablas de funciones matemáticas, el Proyecto realizó grandes cálculos científicos, destacando sus trabajos para el físico Hans Bethe; así como una gran variedad de proyectos de guerra, incluidas tablas para el sistema de navegación LORAN, tablas para el radar de microondas, tablas de bombardeo y tablas de propagación de ondas de choque. 
El Proyecto de Tablas Matemáticas sobrevivió en 1943 a la clausura de la institución de la que dependía, y continuó operando en Nueva York hasta 1948. En ese momento, aproximadamente 25 miembros del grupo se mudaron a Washington D. C., para organizarse como el Laboratorio de Computación de la Oficina Nacional de Estándares, posteriormente denominada Instituto Nacional de Estándares y Tecnología. Blanch se mudó a Los Ángeles para dirigir la oficina de informática del Instituto de Análisis Numérico de UCLA y Arnold Lowan se incorporó a la facultad de la Universidad Yeshiva en Nueva York. El mayor legado del proyecto es el Manual de Funciones Matemáticas, que se publicó 16 años después de que el grupo se disolviera. Editado por dos veteranos del proyecto, Milton Abramowitz e Irene Stegun, se convirtió en una referencia matemática y científica ampliamente difundida.